# Лили (Луизијана)
Лили (енгл. Lillie) град је у америчкој савезној држави Луизијана.

## Демографија
По попису из 2010. године број становника је 118, што је 21 (-15,1%) становника мање него 2000. године.
| Група             | 2000.       | 2010.      |
| Белци             | 100 (71,9%) | 68 (57,6%) |
| Афроамериканци    | 33 (23,7%)  | 48 (40,7%) |
| Азијати           | 0 (0,0%)    | 0 (0,0%)   |
| Хиспаноамериканци | 6 (4,3%)    | 1 (0,8%)   |
| Укупно            | 139         | 118        |